# Margarete Lauter
Margarete Lauter, née le 9 septembre 1925 à Büchenbronn / Pforzheim et morte le 2 octobre 2004 à Mannheim, est une marchande d'art et galeriste allemande
Elle a été la première à ouvrir une galerie d'art contemporain à Mannheim après la Seconde Guerre mondiale. Elle y a ouvert sa galerie en 1963 et a fait connaître de nombreux artistes de l'Allemagne, de la France, de l‘Espagne, de l‘Italie, des États-Unis, de Cuba, Japon et de Corée.

## Biographie
Margarete Lauter,, a grandi au sein d'une famille d'agriculteurs avec ses quatre frères et sœurs. Sa mère l'a initiée très tôt à des activités culturelles. À la fin de la Seconde Guerre mondiale, elle a rencontré le jeune architecte Harro Lauter (17 octobre 1919 - 5 octobre 1996), qu'elle a épousé en 1948. Après trois années passées dans la maison de son beau-père à Hoffenheim / Sinsheim (Allemagne), son mari est nommé architecte en 1952 au département d'architecture de Mannheim. Le couple Lauter a eu trois enfants nés respectivement en 1948, 1951 et 1952. Le plus jeune fils, Rolf Lauter, travaillait dans la galerie de sa mère pendant les années 1967-1984 et devint plus tard conservateur et directeur du musée. En 1963, en collaboration avec l'artiste Rudi Baerwind basé à Mannheim et Paris et la galerie Paul Facchetti Paris, elle ouvre sa première galerie d'art contemporain à Mannheim,.

### Galeriste

#### L'éveil culturel des femmes dans les années 1960
Margarete Lauter a trouvé la situation sociale des femmes dans les années 1950 en Allemagne extrêmement insatisfaisante et a cherché un emploi dans la culture à partir de 1960. Elle trouve en son mari un conseiller compréhensif et compétent et, en 1962, en dialogue avec l'artiste Rudi Baerwind, Paul Facchetti de Paris, Dietrich Mahlow, le directeur de la Kunsthalle Mannheim de Mannheim en ce temps Heinz Fuchs et le maire de Mannheim d'alors, Hans Reschke, a décidé d'ouvrir une galerie d'art contemporain sous le nom de Galerie Margarete Lauter. Son travail de pionnier dévoué n'a pas donné lieu à une seule vente au cours des premières années : elle a changé son nom pour Galerie Lauter, a déménagé dans de plus grandes salles et a décidé de participer à l'une des foires d'art qui venaient de commencer. La Galerie Lauter est l'une des premières galeries qui ont soutenu Art Basel en 1970/1971. En outre, Margarete Lauter était à côté de Denise René et Annely Juda l'une des rares galeristes féminins qui - comparé à un nombre écrasant de représentants masculins - ont participé au premier Art Basel.

#### Galerie Margarete Lauter (1963-1967)
Les premières salles de la galerie étaient situées dans le carré Bismarckstrasse L 15, 7-9 à côté de la gare centrale 1963-1967. La Galerie Margarete Lauter, première dénomination de sa galerie, a ouvert le 21 novembre 1963 avec une exposition des artistes suivants: Ger Lataster, Ung-No Lee, Georges Noël, Rudi Baerwind, Zoltán Kemény ainsi que des objets d'art africain traditionnel,. Cette première exposition fut organisée en étroite collaboration avec la Galerie Paul Facchetti, Paris. D'autres expositions ont suivi:  Montparnasse heute / Montparnasse aujourd’hui (1964), Uwe Lausen, , (1964-65), Magie du banal (1965), Natalia Dumitresco (1965), Erwin Bechtold, Zoran Antonio Mušič, Rudi Baerwind & Georges Noël,, Pierre Clerc en dialogue avec Objets d'art et de culte d'Afrique (1965-66), Syn: Bernd Berner, Rolf Gunter Dienst, Klaus Jürgen-Fischer, Eduard Micus, Marc Vaux (1966), Alexandre Istrati (1966), Karl Fred Dahmen, Luciano Lattanzi & Werner Schreib, Divergenzen 66: Otmar Alt, Francisco Cuadrado, Jean-Luc Guerin, Dieter Krieg, Jobst Meyer, Manfred Mohr, Walter Montel, Rainer Negrelli, Marcel Robelin, Georg Meistermann (1967), Jaroslav Serpan.
En 1967 la galerie déménage au carré B 4, 10a et prend le nom de Galerie Lauter.

#### Galerie Lauter
En 1967, la galerie déménage dans de plus grandes salles au carré B 4, 10a, où jusqu'à 6 expositions sous le nouveau nom de Galerie Lauter ont eu lieu chaque année avec des artistes internationaux de l'art contemporain. De 1967 à 1990 y seront exposés des artistes tels que: Jaroslav Serpan (1967, 1978), Amadeo Gabino (1967, 1970, 1982), Erwin Bechtold (1965, 1968, 1973, 1979, 1984, 1989, 1992), Shusaku Arakawa (1968, 1986), Louise Nevelson (1968), Otto Herbert Hajek (1968, 1977, 1989), Gianfranco Baruchello (1969), Karl Fred Dahmen (1969, 1972), Otmar Alt (1969, 1981), Manuel Rivera (1970), Karl Prantl (1970), Rolf-Gunter Dienst (1970), Dieter Krieg (1970, 1988), Wilhelm Loth (1970), Manolo Millares (1971), Jürgen Reipka – Rinaldo Paluzzi (1971), K.R.H. Sonderborg (1972), Rolf Kissel (1972, 1976, 1979), Op Art - Kinetik: Heinz Mack, Günther Uecker, Louis Tomasello, Yvaral (1973), Herrmann Goepfert (1974), Habbah (1974), Erwin Heerich (1974), Otto Piene (1975, 1992), Werner Schreib (1974, 1988), Alexandre Istrati (1966, 1974/75), Adolf Luther (1975, 1989), Pierre Alechinsky (1976), HA Schult (1976), Gustav Seitz (1976, 1989), Miguel Berrocal (1976), Antoní Tàpies (1977), Robert Motherwell (1977), Joan Miró (1978), Jaroslav Serpan (1978), Antonio Saura (1979, 1986) Georges Mathieu (1980), Georges Noël (1980, 1984), Erich Hauser (1980), Heinz Mack (1981, 1985, 1992), Hans Hartung (1981), Victor Vasarely (1981/82, 1989), Roberto Matta (1983), George Rickey (1983), Antonio Saura (1986), Rafael Mahdavi (1987, 1991), Karel Appel (1987), Ger Lataster (1987/88), Werner Schreib (1988), Adolf Luther (1989), Victor Vasarely (1989), CoBrA: Pierre Alechinsky, Karel Appel, Corneille, Asger Jorn, Anton Rooskens (1990), Yaacov Agam (1989/90).
De 1990 à 1996, Lauter installe sa galerie dans des espaces plus grands sur la Friedrichsplatz 14, juste à côté de la Kunsthalle Mannheim et du château d’eau, monument mythique de Mannheim; y seront exposés entre autres: Mimmo Rotella (1990), Jacques de la Villeglé (1990), Rafael Mahdavi (1990), Gianni Colombo (1991), Heinz Mack (1992), Erwin Bechtold (1992), Hermann Goepfert (1992), Otto Piene (1992/93), Herbert Hamak (1993, 1996), Carlos Cruz-Diez (1993), Emilio Vedova (1994), Heiner Blum (1994), Alison van Pelt (1995) et Franz Erhard Walther (1995).
Après le décès de son mari en 1996, et pendant 4 ans, elle investit des salles privées pour y organiser des expositions de taille plus modeste et y développer également une activité de conseil. Finalement, en 2000, elle rouvre une galerie sur la Friedrichsplatz 15 où elle peut exercer ses activités de façon plus confidentielle. Lauter a mis fin à ses activités de marchande d’art au printemps 2003. En 40 ans, elle a pu transmettre de nombreuses œuvres aux musées et constituer un certain nombre de collections privées.